# Jennifer Crittenden

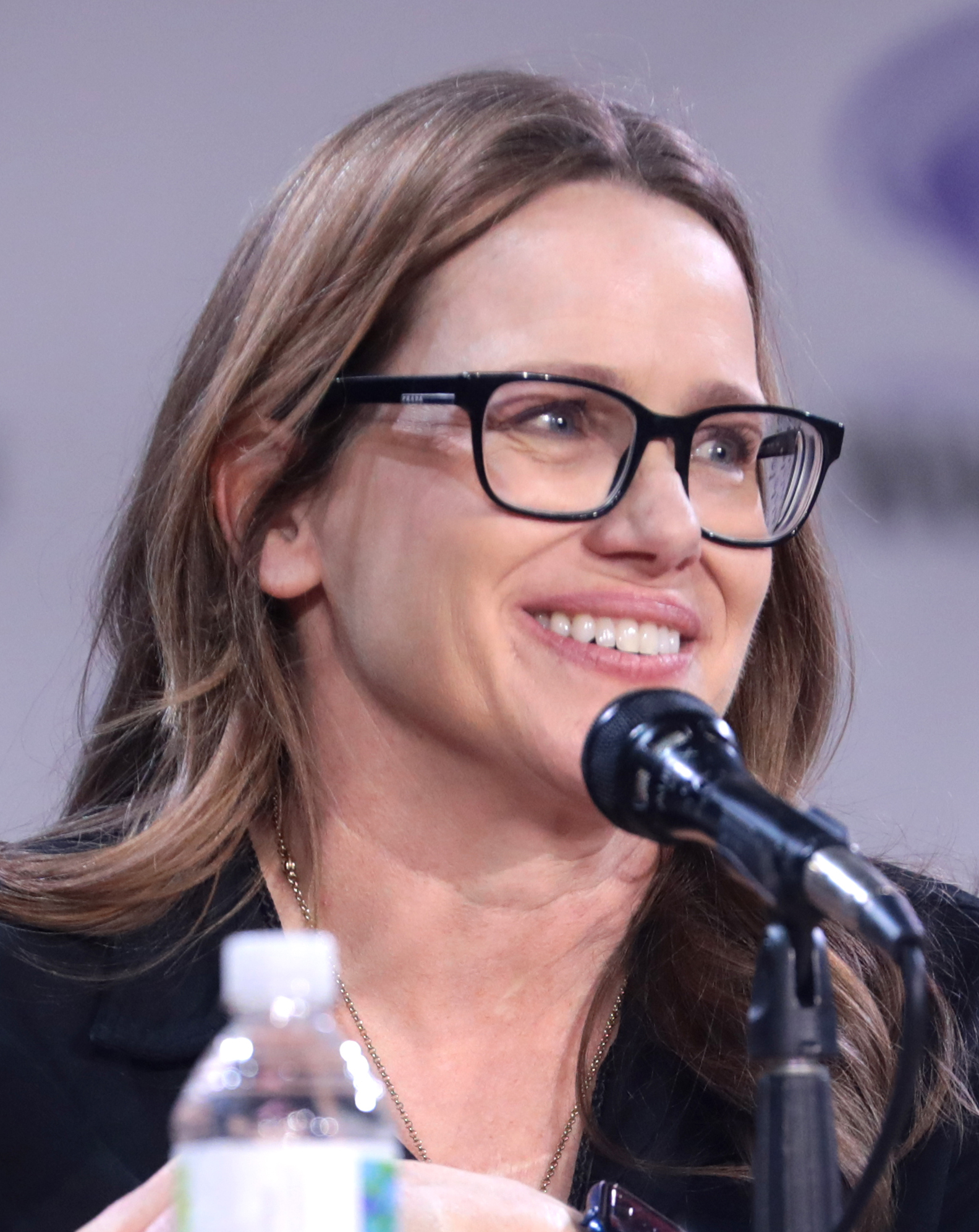
Jennifer Crittenden (2023)

Jennifer Crittenden (* 1969 in Laguna Beach, Kalifornien) ist eine US-amerikanische Sitcom-Autorin und Fernsehproduzentin.

## Leben
Crittenden besuchte die Thacher School in Ojai, Kalifornien, und schloss 1992 ein Studium an der Wesleyan University ab. Ihre ersten Erfahrungen in der Fernsehbranche sammelte sie als Praktikantin bei der Late Show with David Letterman.
Sie hat diverse Folgen für mehrere populäre Fernsehserien der 1990er Jahre geschrieben, unter anderem für Die Simpsons, Everybody Loves Raymond und Seinfeld. Sie arbeitete auch als Produzentin der letzten beiden Staffeln und als Story Editor für Die Simpsons sowie als beratende Produzentin von Arrested Development. Später war sie auch Autorin und Executive Producer der CBS-Serie The New Adventures of Old Christine und der HBO-Dramedy Veep – Die Vizepräsidentin, in denen Julia Louis-Dreyfus jeweils die Titelrolle spielte.
Crittenden erhielt sechs Emmy-Nominierungen in der Kategorie Beste Comedyserie und eine in der Kategorie Bestes Drehbuch einer Comedyserie. 2017 wurde Veep – Die Vizepräsidentin mit dem Emmy als beste Comedyserie ausgezeichnet.

## Filmografie (Auswahl)
Als Drehbuchautorin

### Die Simpsons
- 1995: Und Maggie macht drei (And Maggie Makes Three)
- 1995: Der Lehrerstreik (The PTA Disbands)
- 1996: 22 Kurzfilme über Springfield (22 Short Films About Springfield) – als Co-Autorin zusammen mit Richard Appel, David X. Cohen, Jonathan Collier, Greg Daniels, Brent Forrester, Rachel Pulido, Steve Tompkins, Bill Oakley, Josh Weinstein und Matt Groening
- 1996: Eine Klasse für sich (Scenes from the Class Struggle in Springfield)
- 1997: Marge und das Brezelbacken (The Twisted World of Marge Simpson)

### Seinfeld
Crittenden schloss sich für die letzten beiden Staffeln dem Seinfeld-Autorenteam an. Sie schrieb:
- 1996: Das Paket (The Package)
- 1996: Klein-Jerry ganz groß (The Little Jerry)
- 1997: Die Jahrtausendwendfeier (The Millennium)
- 1997: Die Entschuldigung (The Apology)
- 1998: Ein leichtes Brennen (The Burning)
- 1998: Tag der Puertoricaner (The Puerto Rican Day) – als Co-Autorin zusammen mit Alec Berg, Spike Feresten, Bruce Eric Kaplan, Gregg Kavet, Steve Koren, David Mandel, Dan O’Keefe, Andy Robin und Jeff Schaffer

### Filme
- 2005: Queen B (TV-Film)
- 2011: Der perfekte Ex (What’s Your Number?)